# دبليو. بيت كونينغهام
دبليو. بيت كونينغهام (بالإنجليزية: W. Pete Cunningham)‏ هو سياسي أمريكي، ولد في 7 نوفمبر 1929 في مقاطعة يونيون في الولايات المتحدة، وتوفي في 21 ديسمبر 2010. حزبياً، نشط في الحزب الديمقراطي. وقد انتخب عضو مجلس نواب كارولينا الشمالية.